# Angelo Paoluzi
Angelo Paoluzi (Roma, 16 ottobre 1928 – Roma, 17 settembre 2019) è stato un giornalista italiano.
Dopo la collaborazione a Il Caffè di Giambattista Vicari, dove nel 1952 conosce Angelo Narducci con cui instaura un fraterno e trentennale sodalizio di comuni interessi letterari, politici e professionali, negli anni 1955–1960 ricopre il ruolo di direttore responsabile del mensile Prospettive Meridionali. Dal 1960 al 1968 lavora per Il Popolo come corrispondente dalla Germania e dalla Francia. Entra in Avvenire sin dal primo numero (4 dicembre 1968) e vi resta fino al 6 gennaio 1981, assumendone prima la vicedirezione (con Narducci direttore) e poi la direzione a partire dal 1º maggio 1980 quando Narducci è eletto al Parlamento europeo.
Già direttore dell'Osservatore della Domenica e vicepresidente dell'UCSI, è stato docente e coordinatore della Scuola di giornalismo alla Lumsa di Roma, ha curato una rubrica culturale per Radio Vaticana e collaborato con numerose testate (Europa, Segno nel mondo, Il Segno, L'eco di San Gabriele).

## Opere pubblicate
- La letteratura della resistenza, Roma, Cinque lune, 1956.
- Dal centro germanico all'unione cristiano-democratica tedesca, Roma, Cinque lune, 1969.
- De Gasperi e l'Europa degli anni Trenta, Roma, Cinque lune, 1974.
- Guida al giornale, Leumann, Elle Di Ci, 1981. ISBN 88-01-12794-4.
- Cultura della speranza, Roma, Logos, 1983.
- Recitiamo il Natale (a cura di Angelo e Maria Ludovica Paoluzi), Leumann, Elle Di Ci, 1984. ISBN 88-01-01309-4.
- I cavalli di Brandeburgo, Cinisello Balsamo, San Paolo, 1994. ISBN 978-88-215-2820-0.
- Un canto nella notte mi ritorna nel cuore. Itinerari poetici di preghiera, Torino, SEI, 1995. ISBN 978-88-05-05494-7.
- Salesiani e gesuiti. Viaggio inchiesta all'interno di due grandi congregazioni religiose (con Domenico Del Rio; prefazione di Gian Franco Svidercoschi), Torino, SEI, 1996. ISBN 978-88-05-05577-7.
- Appunti pratici di giornalismo scritto, Roma, Aracne, 1998. ISBN 978-88-7999-191-9.
- Giornalismo. Teoria e pratica (con Giuseppe Costa), Roma, Las, 2006. ISBN 88-213-0627-5.
- Voci di Carta. Dall'universo della stampa cattolica, Città del Vaticano, Libreria Editrice Vaticana, 2012